# Georges Poitou
 (mars 2019).
Si vous disposez d'ouvrages ou d'articles de référence ou si vous connaissez des sites web de qualité traitant du thème abordé ici, merci de compléter l'article en donnant les références utiles à sa vérifiabilité et en les liant à la section « Notes et références ».
Georges Poitou (1926-1989) est un mathématicien français. On lui doit notamment la suite exacte de Poitou-Tate en cohomologie galoisienne, et une contribution importante aux premières Journées arithmétiques.

## Biographie
Boursier au lycée Henri-IV, il est reçu en 1945 à l'École normale supérieure (rue d'Ulm). Agrégé de mathématiques (1948), docteur d'État (1953), il enseigne d'abord en Tunisie puis à la Faculté des sciences de Lille jusqu'en 1965. Il y enseigne pour la première fois la Théorie des Ensembles en 1956 et y fonde entre 1961 et 1962 avec la coopération du doyen Michel Parreau, un laboratoire de calcul dont la direction sera confiée à Pierre Bacchus.
Il fait ensuite partie de l'équipe de chercheurs qui fonde la nouvelle Faculté des Sciences d'Orsay, dont il est doyen de 1968 à 1970.
En 1981, il succède à l'helléniste Jean Bousquet à la direction de l'École normale supérieure de la rue d'Ulm. Il assure en particulier la fusion de la rue d'Ulm et de l'ENS de jeunes filles au sein de la nouvelle ENS mixte, intervenue en 1985. La création de magistères favorise le renouvellement de l'offre de formation et le développement de nouveaux domaines tels que la climatologie ou les études cognitives. Les évolutions sont plus lentes dans la partie littéraire, malgré la création du concours « sciences sociales » en 1982. Il obtient aussi de l'archicube Laurent Fabius la création des allocataires-moniteurs normaliens (AMN), pour favoriser l'insertion des élèves dans la recherche.
Il dirige l'école jusqu'à sa mort en 1989.